# Дарниця
Да́рниця — історична місцевість Києва на лівому березі Дніпра. У XIX столітті належала до Броварської волості Остерського повіту Чернігівської губернії і була дачною місцевістю з віковим сосновим лісом. У писемних джерелах згадується з 1509 року в рішенні крайового суду у справі між Микільським та Печерським монастирями Києва. На той час тут протікала річка Дарниця.

## Місцевість

Річка Дарниця

Лівий берег Дніпра навпроти Києва дуже пологий. У давнину тут простягалися широкі в три версти, луки, за якими стояв суцільний ліс, перерізаний річками, озерами та болотами. Водойм було чимало: озера Русанівське, Василівське, Святище, Дарницьке, Тельбин, річки Позняківка, Радунка.

## Назва
Основна версія — за непідтвердженою легендою княгиня Ольга поставила умови синові Святославові (перед повноліттям в Київській Русі в 21 рік), аби син зайняв княжий Престіл, нехай він на певній території, яка і понині має назву Стара Дарниця, відбуде «школу виживання». Це місце огородили. Йому дали меч. І він зміг собі знайти харчі і спорудити халабуду, набув досвіду і доказав, що здатний до виживання. Його мати на згадку подарувала йому ту місцину. Пізніше він став відомий як Святослав Хоробрий (Завойовник). А розбудовану Нової Дарниці досі відрізняють від Старої Дарниці. Слово «Дарниця» складається зі слів «дар» і «ниць» (тобто за старовинним звичаєм кланялися до низу з витягнутою рукою на знак прохання прийняти подарунок) — і етимологічно означало в ту добу це слово «дарниця» те саме, що й сучасне слово «подарунок».
Від цього слова «дарувати» отримало назву озеро «Дарницьке».

Стара Дарниця

За другою версією слово «Дарниця» складається зі слів «дар» і «ниць». Прибулі до Києва падали на коліна, підносячи дари київським князям. Ця версія не витримує критики, оскільки за старовинною картою Києва княжий двір (його Дитинець) не був на лівому березі Дніпра. А там, де нині на пагорбі Михайлівська площа, правий берег Дніпра. За Руським літописом та іншими історичними джерелами прибулих до Києва зустрічали на правому березі Дніпра між Подолом та Видубичами.
За третьою версією, за часів Київської Русі у Дарниці містилися заїжджі двори, тереми, де зупинялися іноземні посли з дарами. Ця версія також малоймовірна, оскільки необхідні археологічні знахідки доби Київської Русі цього не підтверджують.
Ці версії мають легендарний характер.

## Історія
Дарниця — назва історичної місцевості та річки. У широкому розумінні Дарницею називають всю лівобережну частину Києва, у вузькому — історичну місцевість на узбережжі річки Дарниця, що протікає вздовж залізниці Київ — Полтава, впадаючи до озера Нижній Тельбин (поблизу річки Дніпро).
На території Дарниці знайдено залишки стоянок IV—III тисячоліть до н. е.
Одна з перших згадок про Дарницю датована 1509 роком, коли вона перебувала у володінні Києво-Печерського та Микільського монастирів. У 1765—1769 роках згадується хутір Дарницький з млином на річці Дарниця. Інтенсивне освоєння Дарниці, як житлового та господарського району, розпочато в процесі будівництва залізниці Київ — Воронеж у другій половині XIX століття.
У 1860-х роках утворене селище Нова Дарниця, що увійшла з 1927 року у межі Києва. У 1932 році збудоване локомотивне депо «Дарниця», на базі якого у 1930-х роках й облаштовано селище ДВРЗ.
У 1935 році утворений Дарницький район міста Києва. У сучасних межах затверджений у 2002 році.
Під час Другої світової війни у Дарницькому лісі був Дарницький концентраційний табір. А дарницькі селища та промислові підприємства обабіч залізниці були повністю зруйновані.
Інтенсивне житлове та промислове будівництво на Дарниці розгорнуто наприкінці 1940-х років. Лівобережна частина Києва інтенсивно розбудовується, створюються нові житлові масиви — Березняки, Воскресенка, Русанівка, які нині перебувають в складі сучасного Дарницького району.

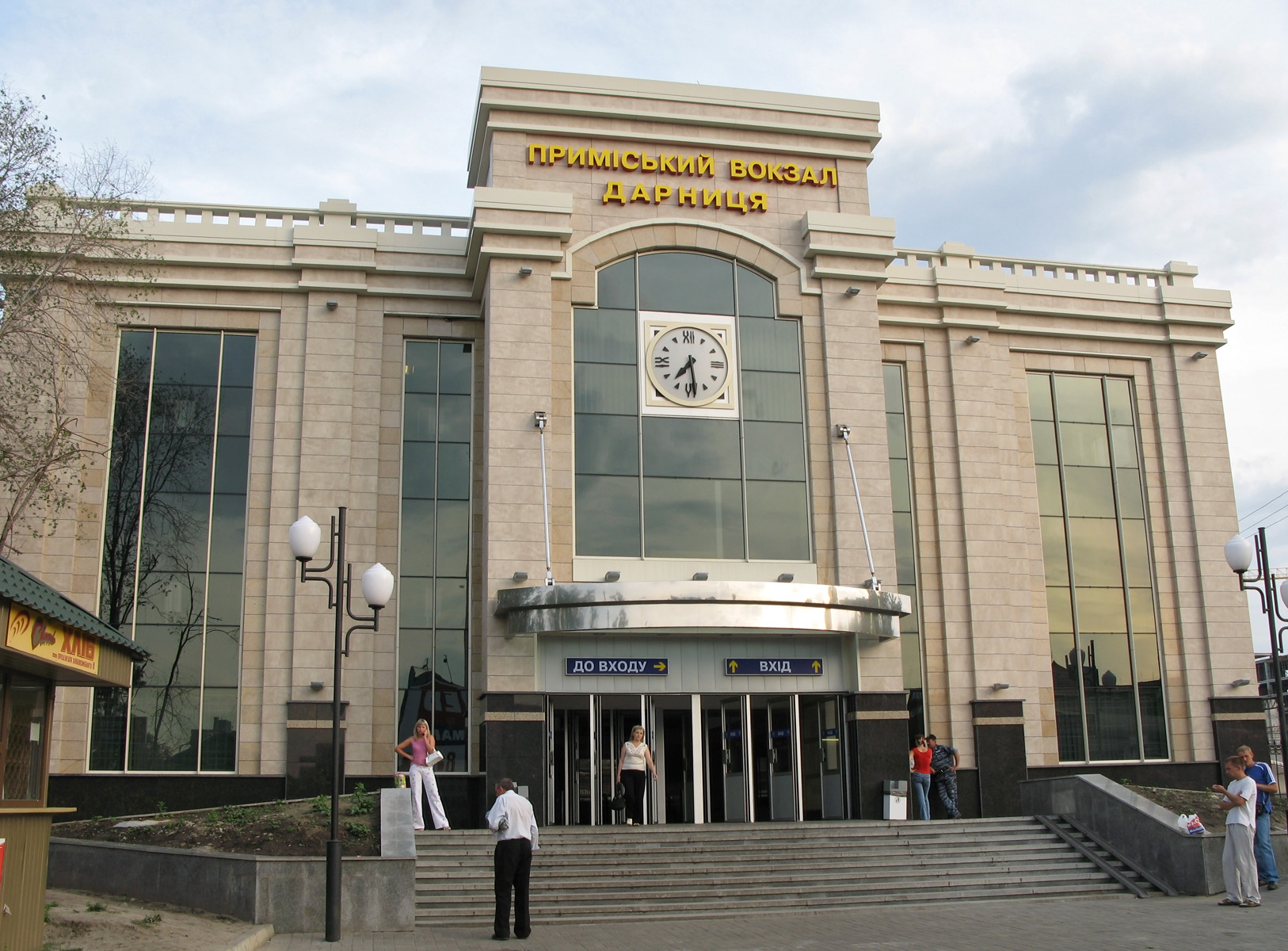
Залізнична станція Дарниця

У Дарниці існує однойменна річка, озеро Дарницьке, Дарницький район, Дарницька площа, Дарницький бульвар, вулиця Новодарницька, Дарницьке кладовище.

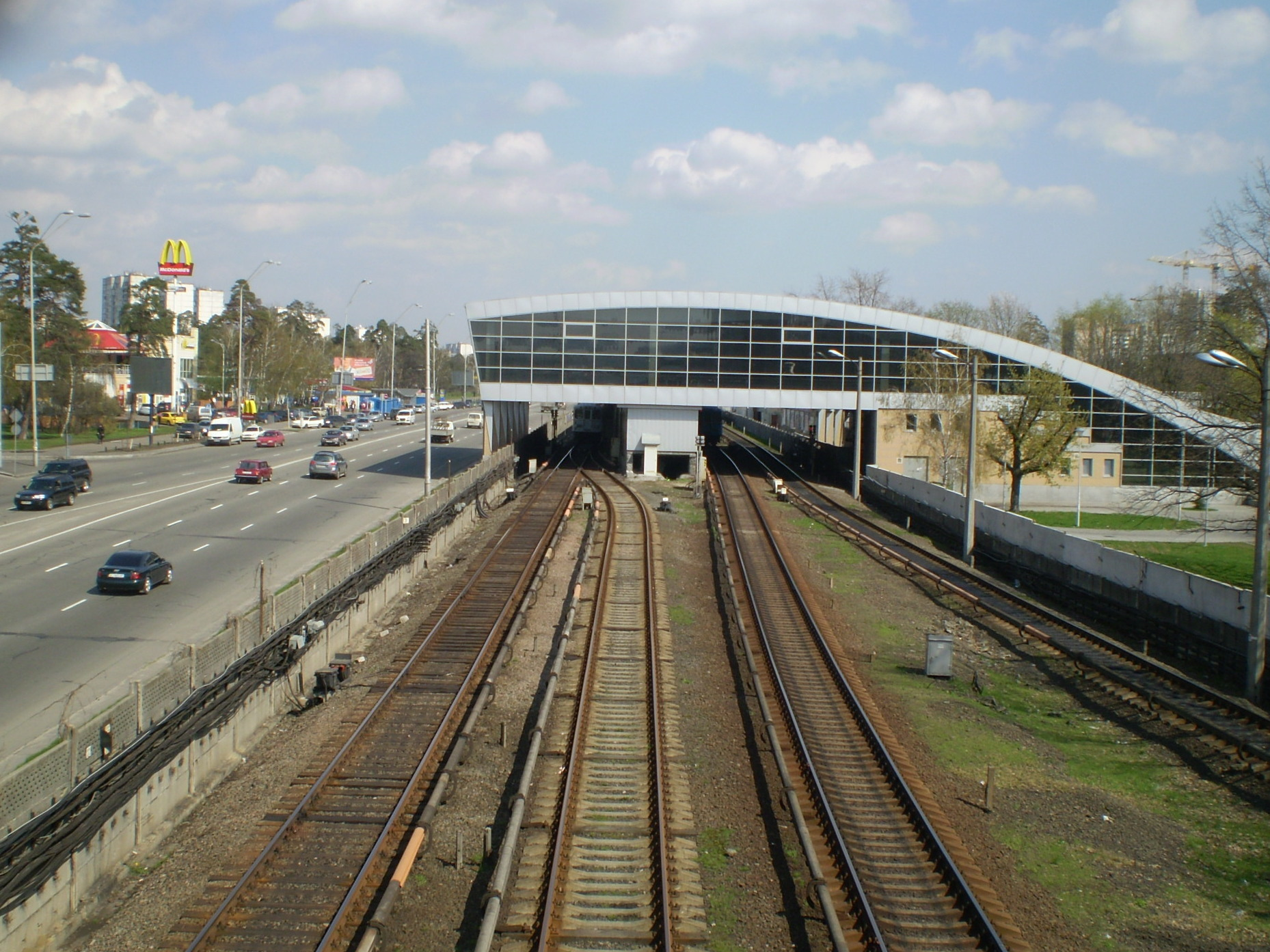
Станція метро «Дарниця»

Назву Дарницький має ціла низка підприємств, у тому числі фармацевтична компанія «Дарниця», Дарницька ТЕЦ, Дарницький шовковий комбінат, Дарницький вагоноремонтний завод, завод залізобетонних конструкцій та м'ясокомбінат, станція метро, залізнична станція, залізнична платформа, автостанція, електродепо метрополітену, Дарницьке трамвайне депо, торговельний центр, два мости (старий залізничний та новий залізнично-автомобільний) через річку Дніпро, а також популярний сорт формово-подового житнього хліба.
Назву Дарницьке шосе до 1973 року мала сучасна вулиця Алматинська, вулиця Дарницька (до 1955 року) — вулиця Івана Бойка.

## Галерея

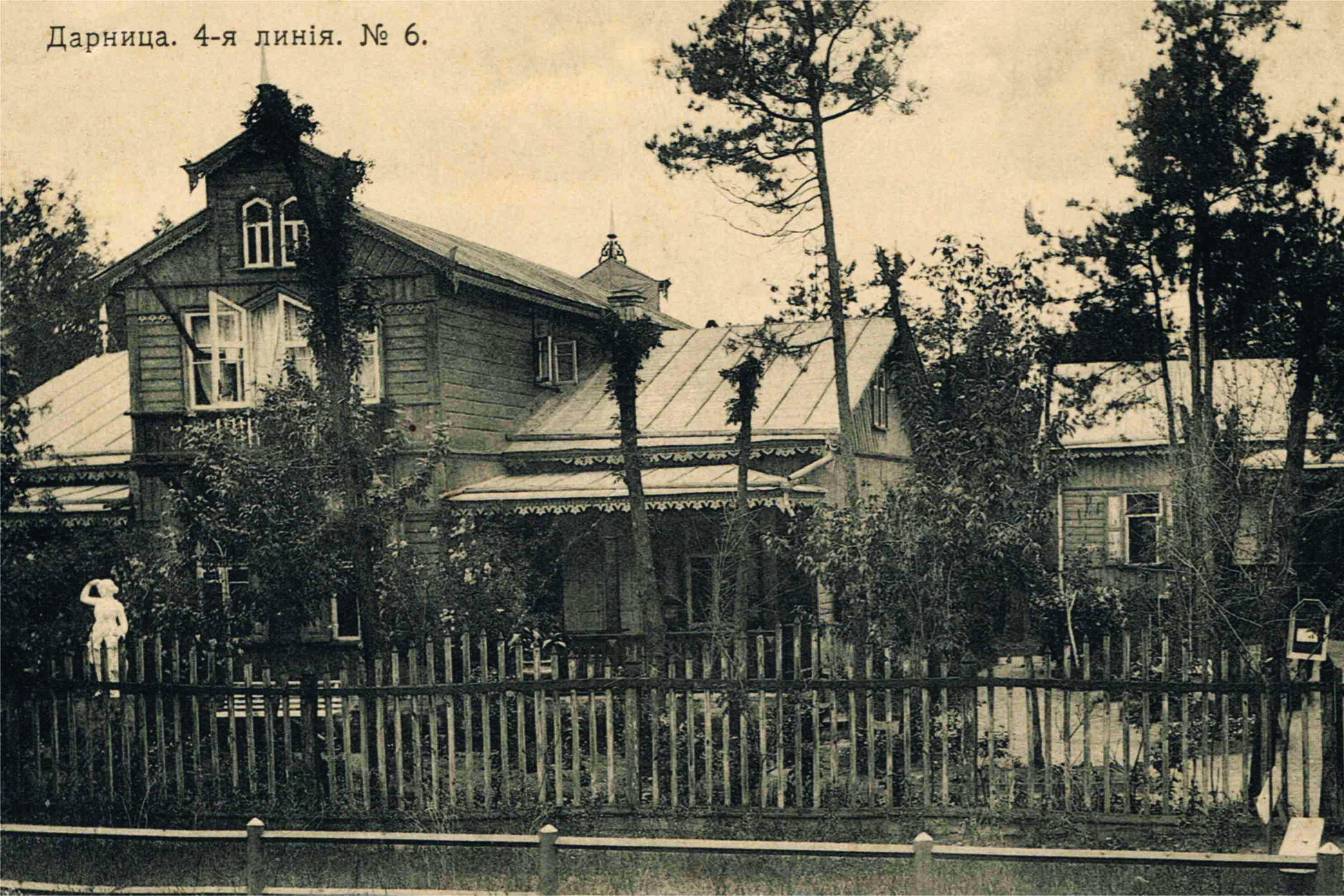
Дарницьке дачне селище
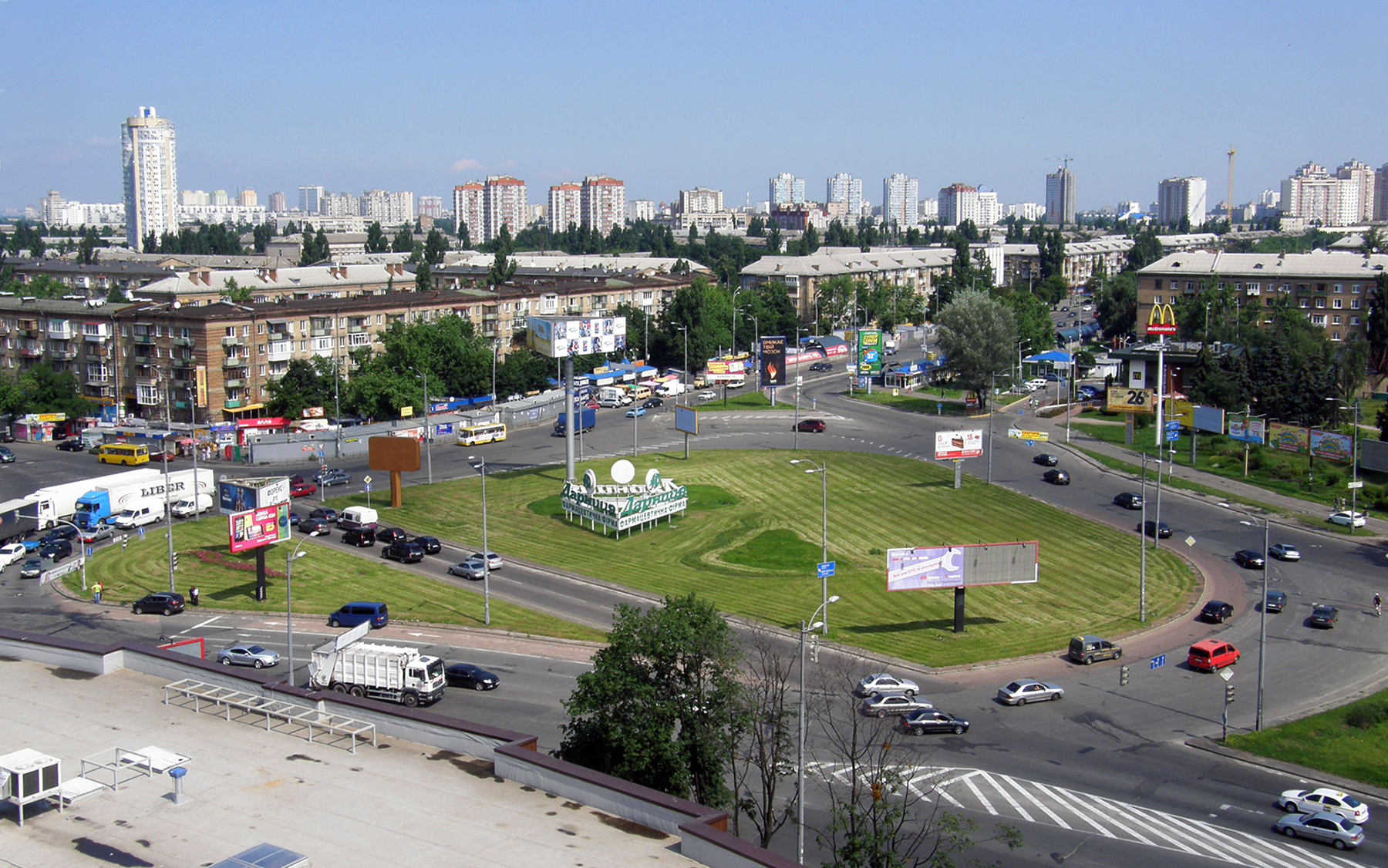
Дарницька площа
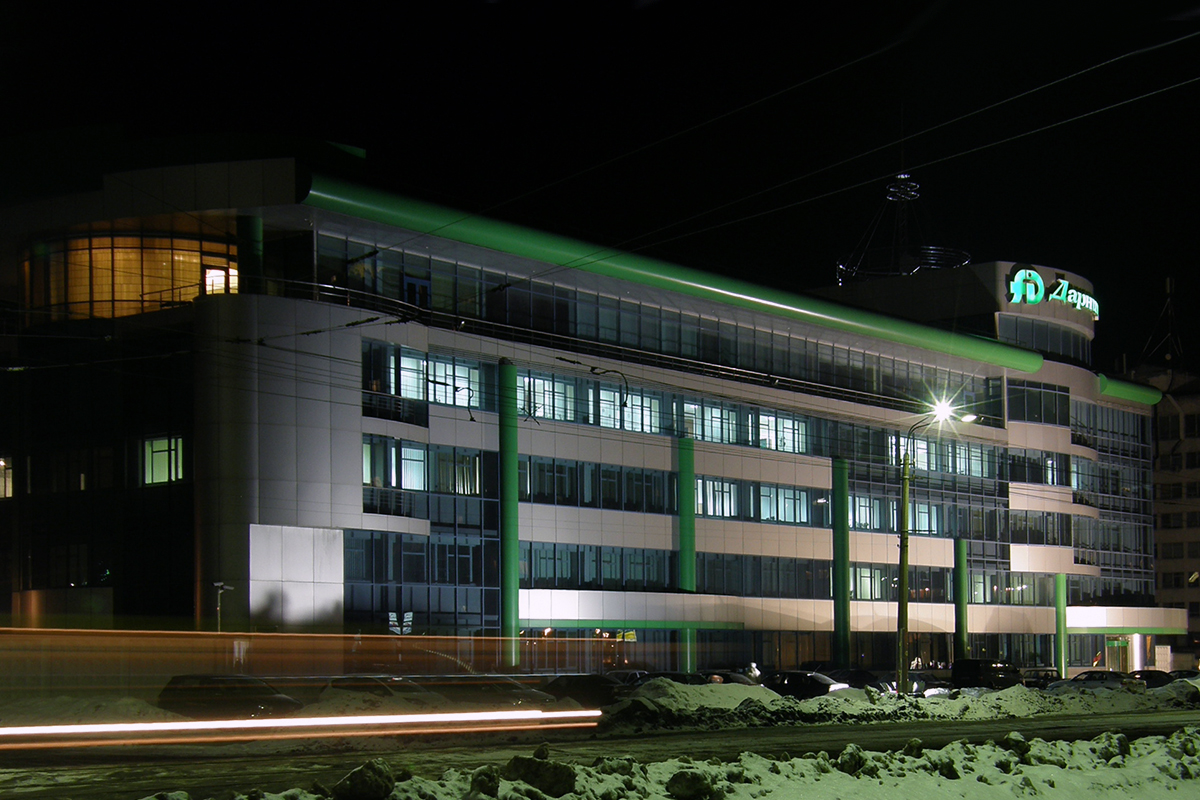
Фармацевтична компанія «Дарниця»
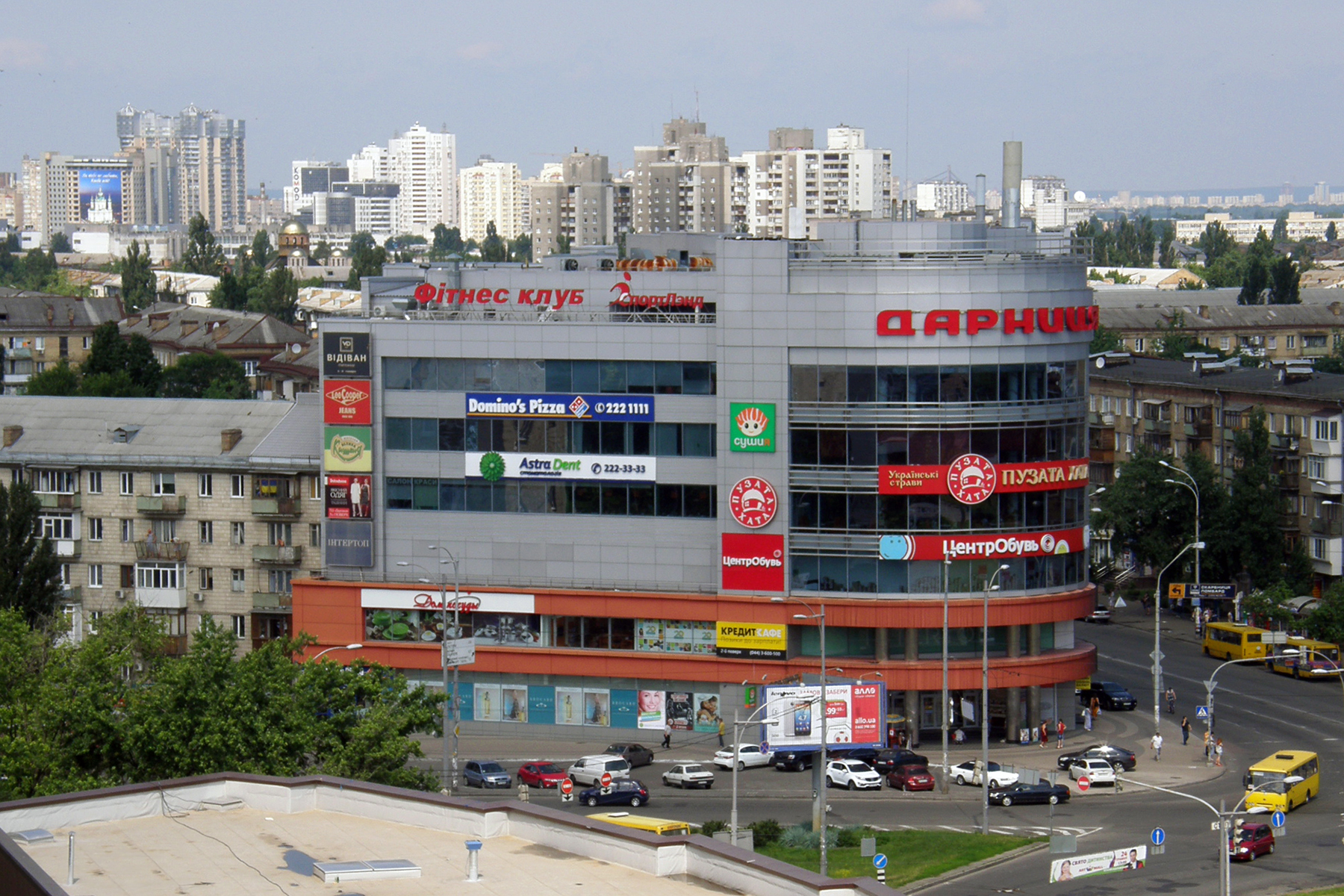
Універмаг «Дарниця»